# Coronation Street
Coronation Street (còn được gọi là Corrie) là một truyền hình dài tập Anh được thực hiện bởi Granada Television và đã trình chiếu trên ITV kể từ ngày 9 tháng 12 năm 1960. Chương trình này tập trung trên đường Coronation Street ở Weatherfield, một thị trấn hư cấu dựa trên Salford nội thành, quay chủ yếu bối cảnh các khu nhà liền kề, quán cà phê,salon, nhà hàng, nhà máy dệt và quán Rovers Return. Trong câu chuyện lịch sử hư cấu của bộ phim, Phố Coronation được xây dựng vào năm 1902 và được đặt tên như vậy nhằm tôn vinh lễ đăng quang của vua Edward VII.
Chương trình thường phát 5 lần một tuần: Thứ Hai và Thứ Sáu trong các khung giờ 19:30 đến 20:00 - 20:30 đến 21:00, và Thứ Tư 19:30 đến 20: 00, tuy nhiên đôi khi giờ chiếu bị thay đổi do một số sự kiện thể thao phải lên sóng hoặc đến dịp Giáng sinh và Năm mới. Từ cuối năm 2017, chương trình sẽ phát sóng sáu lần một tuần. Chương trình được hình thành từ năm 1960 bởi nhà biên kịch Tony Warren tại Granada Television ở Manchester. Ban đầu, Tony Warren đề xuất việc quay và thực hiện bộ phim này theo kịch bản nhưng đã bị nhà sáng lập đài phát thanh Sidney Bernstein bác bỏ. Cuối cùng, ông được nhà sản xuất Harry Elton đồng ý sản xuất 13 tập phim thí điểm đầu tiên cho bộ Coronation Street. Trong vòng sáu tháng kể từ buổi phát sóng đầu tiên, nó đã mau chóng chiếm vị chương trình được xem nhiều nhất trên truyền hình Anh và hiện nay là một phần quan trọng trong nền văn hoá Anh. Coronation Street đã là một trong những chương trình mang lại nhiều sinh lợi nhất trên lĩnh vực truyền hình thương mại Anh, củng cố thành công cho hãng Granada Television và ITV.
Coronation Street được thực hiện bởi Granada Television tại MediaCity Manchester và phát sóng trên tất cả các tuyến kênh ITV, đồng thời cũng phát sóng tại các khu vực ngoại quốc. Vào ngày 17 tháng 9 năm 2010, Coronation Street được Sách Guinness ghi danh là bộ phim truyền hình nhiều tập nhất thế giới. Vào ngày 23 tháng 9 năm 2015, Coronation Street đã được phát sóng trực tiếp nhân kỷ niệm 60 năm thành lập của ITV.
Coronation Street nổi bật vì nó chủ yếu khắc họa về cộng đồng tầng lớp lao động chân tay, kết hợp với sự hài hước nhẹ nhàng cùng tuyến nhân vật đặc sắc. Chương trình hiện đạt trung bình bảy triệu người xem mỗi tập.
Ngày 7 tháng 2 năm 2020, bộ phim có tập phát sóng thứ 10,000. Ngày 9 tháng 12 năm 2020, bộ phim kỷ niệm 60 năm ngày phát sóng tập đầu tiên.